# Donji Karajzovci
Donji Karajzovci (szerbül: Доњи Карајзовци), falu Gradiška községben, Bosznia-Hercegovinában, Bosanska krajina területén, a Szerb Köztársaságban. 

## Fekvése
Bosznia-Hercegovina északi részén, Banja Lukától légvonalban 30, közúton 39 km-re északkeletre, községközpontjától légvonalban 13, közúton 16 km-re délkeletre, 98-99 méteres magasságban, a Lijevce polje síkságának középső részén fekszik. A Banjaluka-Gradiška úttal egy kb. 5 km hosszú helyi út köti össze. Szétszórt és elszigetelten álló házakból áll. A házak nagyobb koncentrációja a helyi út mentén található, a temető is található, benne a kápolnával.

## Népessége
| Nemzetiségi csoport | Népesség 1991 | Népesség 2013 |
| ------------------- | ------------- | ------------- |
| Szerb               | 580           | 547           |
| Bosnyák             | 0             | 0             |
| Horvát              | 4             | 8             |
| Jugoszláv           | 8             | 1             |
| Egyéb               | 8             | 7             |
| Összesen            | 600           | 563           |

## Története
A település 1878-ig tartozott az Oszmán Birodalomhoz, ekkor a berlini kongresszus határozata alapján az Osztrák-Magyar Monarchia része lett. 1879-ben az első osztrák-magyar népszámlálás során a Berbir községhez tartozó Karajzovac településnek 87 háztartása és 547 ortodox szerb lakosa volt.  1910-ben a Bosanska Gradiškai járáshoz tartozó Karajzovci településen 146 háztartást, 923 ortodox, 14 római katolikus és 7 görög katolikus lakost találtak. A monarchia szétesésével 1918-ban előbb a Szerb-Horvát-Szlovén Királyság, majd 1929-től a Jugoszláv Királyság része. 1921-ben Karajzovci községnek összesen 207 háztartása és 1290 lakosa volt. Ebből 1141 ortodox, 119 római katolikus, 9 görög katolikus és 21 evangélikus lakos volt. A nem szerb lakosok közül 24 német, 21 cseh és szlovák és 82 lengyel volt. 1930-ban földműves szövetkezet alakult a településen. Jugoszlávia megszállása után a Független Horvát Állam (NDH) része lett.
A második világháborúban a településnek 104 halálos áldozata volt, mind szerbek. 1945-től a szocialista Jugoszlávia része volt. A daytoni békeszerződést követő területfelosztásnál Bosanska Gradiška község részeként a Szerb Köztársaság területéhez került.

## Oktatás
- Az általános iskola Gornji Karajzovcin áll.

## Sport
- FK Napredak Karajzovci labdarúgóklub

## Nevezetességei
- Donji Karajzovci pravoszláv temploma a temetőben áll.